# Absolute Dance opus 20
Absolute Dance opus 20, kompilation i serien Absolute Dance udgivet i 1998.

## Spor
| 1  | Infernal                     | Highland Fling (Blended Radio Mix)                                                 |
| 2  | Dario G                      | Carnaval De Paris (Radio Mix)                                                      |
| 3  | Den Gale Pose                | Spændt Op Til Lir                                                                  |
| 4  | The Tamperer Feat. Maya      | Feel It (Blunt Edit)                                                               |
| 5  | Los Umbrellos                | Easy Come, Easy Go (Tony Moran Radio Mix)Remix – Tony Moran                        |
| 6  | Ace Of Base                  | Life Is A Flower (Milk Inc. Uht Radio Mix)Remix – Milk Inc.                        |
| 7  | Aretha Franklin              | A Rose Is Still A Rose (Love To Infinity Rhythm Radio Mix)Remix – Love To Infinity |
| 8  | Cleopatra                    | Life Ain't Easy                                                                    |
| 9  | Perpetual Motion             | Keep On Dancin' (Let's Go) (Radio Edit)                                            |
| 10 | Novy vs. Eniac               | Superstar (Radio Edit)                                                             |
| 11 | Run-D.M.C.* Vs. Jason Nevins | It's Tricky (Jason's Slo-Pocus Radio Mix)Remix – Jason Nevins                      |
| 12 | Buddha In The Chocolate Box  | Satisfaction (Radio Edit)                                                          |
| 13 | Mothers Pride*               | Floribunda (Radio Edit)                                                            |
| 14 | DJ Dado Vs. Michelle Weeks   | Give Me Love (Kamasutra Radio Edit)Remix – Kamasutra                               |
| 15 | Milk Incorporated*           | Inside Of Me (Full Vocal Radio Edit)                                               |
| 16 | De Bos                       | Chase (Radio Mix)                                                                  |
| 17 | Solid Harmonie               | I Want You To Want Me (Original Radio Version)                                     |
| 18 | Wildchild                    | Renegade Master 98 (Fatboy Slim Old Skool Edit)Remix – Fatboy Slim                 |
| 19 | Phil Fuldner                 | The Final (The Captain Future Theme) (Radio Flight)                                |
| 20 | The All Seeing I             | Beat Goes On (Radio Edit)                                                          |